# Paralimna argyrostoma
Paralimna argyrostoma är en tvåvingeart som beskrevs av Cresson 1916. Paralimna argyrostoma ingår i släktet Paralimna och familjen vattenflugor. Inga underarter finns listade i Catalogue of Life.